# Diferente Não, Estranho
Diferente Não, Estranho é o terceiro EP do cantor brasileiro Wesley Safadão, gravado em Fortaleza, no seu WOS Studio, em fevereiro e março de 2018. Foi lançado em 30 de março 2018 pela Som Livre nos formatos download digital e streaming.
Além dos êxitos "Alô Dono do Bar", "Cornetinha" e "Manda Boi", traz quatro inéditas e uma nova versão de "Tem Cara, Tem Cheiro, Tem Nome (Tô Feliz)", gravada originalmente no álbum WS Em Casa.

## Recepção

### Músicas
"Alô Dono do Bar" e "Tem Cara, Tem Cheiro, Tem Nome (Tô Feliz)" ingressaram no ranking do iTunes Store nas posições 73 e 51 respectivamente.

### Comercial
Estreou em sétimo lugar no iTunes Store e alcançou a terceira posição no ranking.

## Lista de faixas
| Download digital |                                             |                                               |         |  |
| N.º              | Título                                      | Compositor(es)                                | Duração |  |
| 1.               | "Vou Ter Que Judiar"                        | Renno Hiago Nobre Kinho Jujuba                | 2:36    |  |
| 2.               | "Cornetinha"                                | DJ Ivis Cleber Show Jefferson Gondim          | 2:22    |  |
| 3.               | "Enquanto Dá Tempo"                         | Bruninho Moral Wallim Sanfoneiro Artur Bacana | 2:12    |  |
| 4.               | "Alô Dono do Bar"                           | Kinho                                         | 3:34    |  |
| 5.               | "Tem Cara, Tem Cheiro, Tem Nome (Tô Feliz)" | Cabeção do Forró Raniere Mazille Conde Macedo | 3:20    |  |
| 6.               | "DNA do Interior"                           | Renno Hiago Nobre Kinho                       | 2:32    |  |
| 7.               | "Manda Boi"                                 | Kinho Hiago Nobre                             | 2:40    |  |
| 8.               | "O Vaqueiro Se Apaixonou"                   | Renno Hiago Nobre Kinho                       | 2:46    |  |
| Duração total:   | Duração total:                              | Duração total:                                | 22:06   |  |

## Desempenho comercial
| Parada musical (2018)        | Título                                      | Melhor posição |
| ---------------------------- | ------------------------------------------- | -------------- |
| Brasil (iTunes Single Chart) | "Alô Dono do Bar"                           | 73             |
| Brasil (iTunes Single Chart) | "Tem Cara, Tem Cheiro, Tem Nome (Tô Feliz)" | 51             |

| Parada musical (2018)       | Melhor posição |
| --------------------------- | -------------- |
| Brasil (iTunes Álbum Chart) | 3              |

## Histórico de lançamento
| Região | Data                | Formato(s)                             | Gravadora |
| ------ | ------------------- | -------------------------------------- | --------- |
| Brasil | 30 de março de 2018 | Streaming [ 3 ] download digital [ 2 ] | Som Livre |

## Créditos
Todos os dados abaixo foram retirados do site oficial do artista.
- Produção musical: Wesley Safadão e Rod Bala

### Músicos participantes
- Rod Bala: bateria e percussão
- Rafinha Batera: bateria
- Diego Lobinho: teclados
- Raoni Moreno: guitarra
- Guilherme Santana: baixo
- Berg Félix: sanfona
- Rodrigo Quebradeira: percussão
- Itaro Tito: trombone
- Diego Rodriguez (Koreano): trompete
- Paulo Queiroz (Bob): saxofone
- Arantes Rodrigues e Lidiane Castro: vocais de apoio